# Austin Powers - La spia che ci provava
Austin Powers - La spia che ci provava (Austin Powers: The Spy Who Shagged Me) è un film del 1999 diretto da Jay Roach, basato sui personaggi nati dalla fantasia del comico canadese Mike Myers, attore protagonista ed autore della sceneggiatura della pellicola. Si tratta del secondo capitolo dell'omonima serie di film.

## Trama
Nel 1999, la spia Austin Powers si gode la luna di miele con sua moglie, Vanessa Kensington. Viene rivelato che Vanessa è sempre stata una fembot controllata dal Dr. Male, dopo aver tentato di uccidere Powers. Il dottor Male quindi fa sì che Vanessa si autodistrugga. Austin si addolora brevemente prima di rendersi conto che è di nuovo single e quindi può fare sesso senza impegno. Una struttura di monitoraggio della NATO osserva il ritorno del dottor Male, che affronta suo figlio Scott e annuncia un colpo di stato al "Jerry Springer Show".
Al quartier generale del Dr. Male a Seattle, dopo gli viene presentato un clone grande un ottavo di sè stesso che chiama Mini-Me, egli svela ai propri collaboratori il suo ultimo piano: ha sviluppato una macchina del tempo per tornare agli anni Sessanta e rubare il "maipiùmoscio" di Austin, la fonte del suo fascino sessuale. Il dottor Male e Mini-Me viaggiano fino al 1969 e incontrano un Numero Due più giovane e Frau Farbissina, rimasta sempre uguale. Il nuovo tirapiedi del Dr. Male, il mostruosamente obeso Ciccio Bastardo, estrae il "maipiùmoscio" di Austin dal suo corpo congelato al Ministero della Difesa.
Il Ministero spedisce Austin nel 1969 usando una Volkswagen New Beetle che viaggia nel tempo. Austin arriva a una festa nel suo appartamento di Londra e con l'assistenza dell'agente della CIA Felicity Ladà sfugge a un tentativo di omicidio da parte degli agenti del Dr. Male. Austin e Felicity vengono inseguiti da Mustafa, un altro degli scagnozzi del Dr. Male; quando viene catturato, egli rivela l'esistenza della tana del vulcano del Dr. Male. Prima che possa divulgare la sua posizione, Mini-Me gli spara con un dardo, facendolo cadere da un dirupo.
Esaminando le fotografie della scena del crimine, Austin identifica Ciccio Bastardo come l'autore del furto del suo "maipiùmoscio". Intanto alla tana del dottor Male, Ciccio Bastardo arriva con il "maipiùmoscio" di Austin. Il dottor Male ne beve un po' e fa sesso con Frau Farbissina: ciò si traduce in una situazione imbarazzante quando Frau rivela di essere incinta prima che Scott, il figlio del dottor Male, arrivi attraverso il portale del tempo. Il dottor Male annuncia il suo ultimo piano: trattenere il riscatto mondiale minacciando di distruggere le città usando un laser sulla Luna. A Londra, Austin e Felicity si conoscono, ma quando Felicity prova a fare sesso con lui, lui rifiuta a causa del suo perduto "maipiùmoscio".
Seguendo le istruzioni del ministero per impiantare un dispositivo di rintracciamento in Ciccio Bastardo, Felicity lo seduce, permettendole di piantarlo nel suo ano. Questi lo costringe a uscire dalle sue viscere in un bagno della stazione di Paddington, ma un campione di feci rivela tracce di un vegetale che cresce solo su un'isola caraibica. Austin e Felicity arrivano sull'isola ma vengono arrestati e messi in una cella con una guardia che viene sopraffatta quando Felicity espone i suoi seni. Il dottor Male e Mini-Me partono per la Luna per installare il laser inseguiti da Austin e Felicity sull'Apollo 11. Nella base lunare del Dr. Male, Austin combatte con Mini-Me, facendolo finire nello spazio.
Mentre Austin affronta il dottor Male, questi gli dà una scelta: salvare il mondo o Felicity, che è rinchiusa in una camera con gas velenosi. Felicity dice ad Austin di salvare il mondo e lui ci riesce, ma la donna muore. Prima che Austin possa ucciderlo, il dottor Male suggerisce ad Austin di usare la macchina del tempo per salvare sia Felicity che il mondo. Austin viaggia di dieci minuti nel passato, incontrandosi con se stesso e salvando il mondo e Felicity. Il dottor Male avvia il meccanismo di autodistruzione della base lunare e fugge dopo aver lanciato in aria il "maipiùmoscio" di Austin.
Entrambi gli Austin non riescono a prenderlo e viene distrutto. Felicity sottolinea che tutte le cose che Austin ha fatto dimostrano che non ha mai perso il suo "maipiùmoscio". Fuggono attraverso il portale del tempo fino al 1999. Al padiglione di Austin, Ciccio Bastardo fa un altro tentativo di assassinare Austin, ma Felicity lo disarma. Felicity e Austin danno una festa. Nel 1969, il dottor Male recupera Mini-Me dallo spazio e giura vendetta. Scott scopre di essere il figlio dell'amore tra il dottor Male e Frau Farbissina. Austin torna al suo appartamento per scoprire Felicity con l'Austin "di dieci minuti prima", il quale afferma che poiché lui e Austin sono la stessa persona, non si tratta di tradimento.

## Produzione
Il film, sequel di Austin Powers - Il controspione, superò il successo del predecessore sia tra il pubblico sia tra la critica: incassò infatti 310 milioni di dollari e vinse vari premi cinematografici, soprattutto per quanto riguarda la colonna sonora (contenente il brano Beautiful Stranger di Madonna), financo a ricevere una candidatura all'Oscar, seppur per una categoria secondaria quale miglior trucco.
Così come accade nella maggior parte dei film di James Bond, cambia la protagonista femminile: ad Elizabeth Hurley, qui presente solo in un cameo, succede Heather Graham, sicuramente la più scatenata tra le tre "Powers Girls". Sempre in scia alla saga di 007, ai confermati nemici se ne aggiunge uno nuovo: l'obeso scozzese Ciccio Bastardo.

## Camei
Molti attori, amici di Mike Myers o semplici ammiratori della serie, partecipano al film con piccoli camei, per lo più nella parte di se stessi. Tra essi si ricordano Burt Bacharach, Elvis Costello, Woody Harrelson, Willie Nelson, Jerry Springer, Rebecca Romijn-Stamos, Tim Robbins e Clint Howard.

## Adattamento italiano
Per la stesura dei dialoghi italiani del film sono stati interpellati i musicisti del gruppo Elio e le Storie Tese, i quali si sono trovati di fronte a non pochi problemi per restituire i frequenti giochi di parole utilizzati nell'originale, soprattutto riguardo ai nomi di alcuni personaggi. Ad esempio, la protagonista femminile, chiamata in inglese Felicity Shagwell (traducibile più o meno con "Scopabene") è diventata in italiano Felicity Ladà, mentre non si contano le modifiche apportate nella sequenza finale del razzo lanciato dal Dottor Male: tra le varie, l'attore Woody Harrelson (che interpreta sé stesso in un cameo) è stato trasformato nel torero spagnolo Pirulon ("Woody" è uno dei tanti nomignoli per il membro maschile esistenti nel mondo anglofono), mentre il musicista Willie Nelson è stato rinominato Grande Uccello per lo stesso motivo. La modella russa Ivona Pompilova nell'originale era "Ivana Humpalot" (traducibile come "Ivana scopa parecchio").
Il gruppo musicale ha anche utilizzato alcune soluzioni esplicitamente dedicate al pubblico italiano: quando Austin Powers osserva un water in cui Ciccio Bastardo ha appena defecato, afferma di vedere un "dirigibile marrone", con evidente citazione alla canzone Nubi di ieri sul nostro domani odierno (Abitudinario). Allo stesso modo, il Dottor Male, durante la conversazione con il Presidente degli Stati Uniti, ad un certo punto inizia a ripetere alcune frasi tormentone di Frengo, il personaggio interpretato da Antonio Albanese a Mai dire Gol, ed inoltre in una scena Ciccio Bastardo canta Con le mani di Zucchero Fornaciari.
Altra questione rilevante per le distribuzioni internazionali è stata rappresentata dal titolo del film, The Spy who shagged me (La spia che mi ha scopato), la cui traduzione letterale è stata giudicata decisamente troppo esplicita; in Germania si è optato per La spia nella posizione del missionario segreta, mentre in Giappone (eliminando qualunque riferimento sessuale) il titolo è stato reso con Austin Powers Deluxe.

## Colonna sonora
1. Madonna – Beautiful Stranger
2. The Who – My Generation
3. R.E.M. – Draggin' The Line
4. The Guess Who – American Woman
5. Melanie G – Word Up!
6. The Bangles – Get the Girl
7. Green Day – Espionage
8. Big Blue Missile with Scott Weiland – Time of the Season
9. The Flaming Lips – Buggin'
10. The Lucy Nation – Alright
11. Burt Bacharach & Elvis Costello – I'll Never Fall In Love Again
12. Quincy Jones And His Orchestra – Soul Bossa Nova (Dim's Space-A-Nova)
13. Dr. Evil – Just The Two Of Us (Dr. Evil Mix)

## Riconoscimenti
- 2000 - Premio Oscar
  - Candidatura per il miglior trucco
- 1999 - Golden Trailer Awards
  - Miglior film comico
- 2000 - ASCAP Award
  - Miglior canzone inserita in un film a Madonna e William Orbit per Beautiful Stranger
- 2000 - American Comedy Award
  - Miglior attore comico a Mike Myers
- 2000 - BMI Film & TV Awards
  - BMI Film Music Award
- 2000 - Blockbuster Entertainment Awards
  - Miglior attrice protagonista a Heather Graham
  - Miglior colonna sonora
  - Miglior attore antagonista a Mike Myers
- 2000 - Grammy Award
  - Miglior canzone inserita in un film a Madonna e William Orbit per Beautiful Stranger
- 2000 - MTV Movie Awards
  - Miglior cattivo a Mike Myers
  - Miglior performance di gruppo a Mike Myers e Verne Troyer
- 2000 - Teen Choice Awards
  - Migliore film commedia

## Sequel
Questa non fu l'ultima avventura dell'agente segreto Austin Powers: tre anni dopo uscì nelle sale di tutto il mondo Austin Powers in Goldmember.